# راینهارد مونتسنبرگ
راینهارد مونتسنبرگ (به آلمانی: Reinhold Münzenberg) بازیکن فوتبال و هافبک اهل آلمان است که از سال ۱۹۳۰ میلادی عضو تیم ملی فوتبال آلمان بوده‌است. وی در ۴۱ بازی ملی حضور داشته است و آخرین بازی ملی خود را در سال ۱۹۳۹ میلادی انجام داد. راینهارد مونتسنبرگ در بازی‌های ملی‌اش گلی به ثمر نرساند.